# اکاری، ریو دو ژانیرو
اکاری، ریو دو ژانیرو (به پرتغالی: Acari, Rio de Janeiro) در برزیل است که در rio de janeiro (state) واقع شده‌است.